# Psychologisme

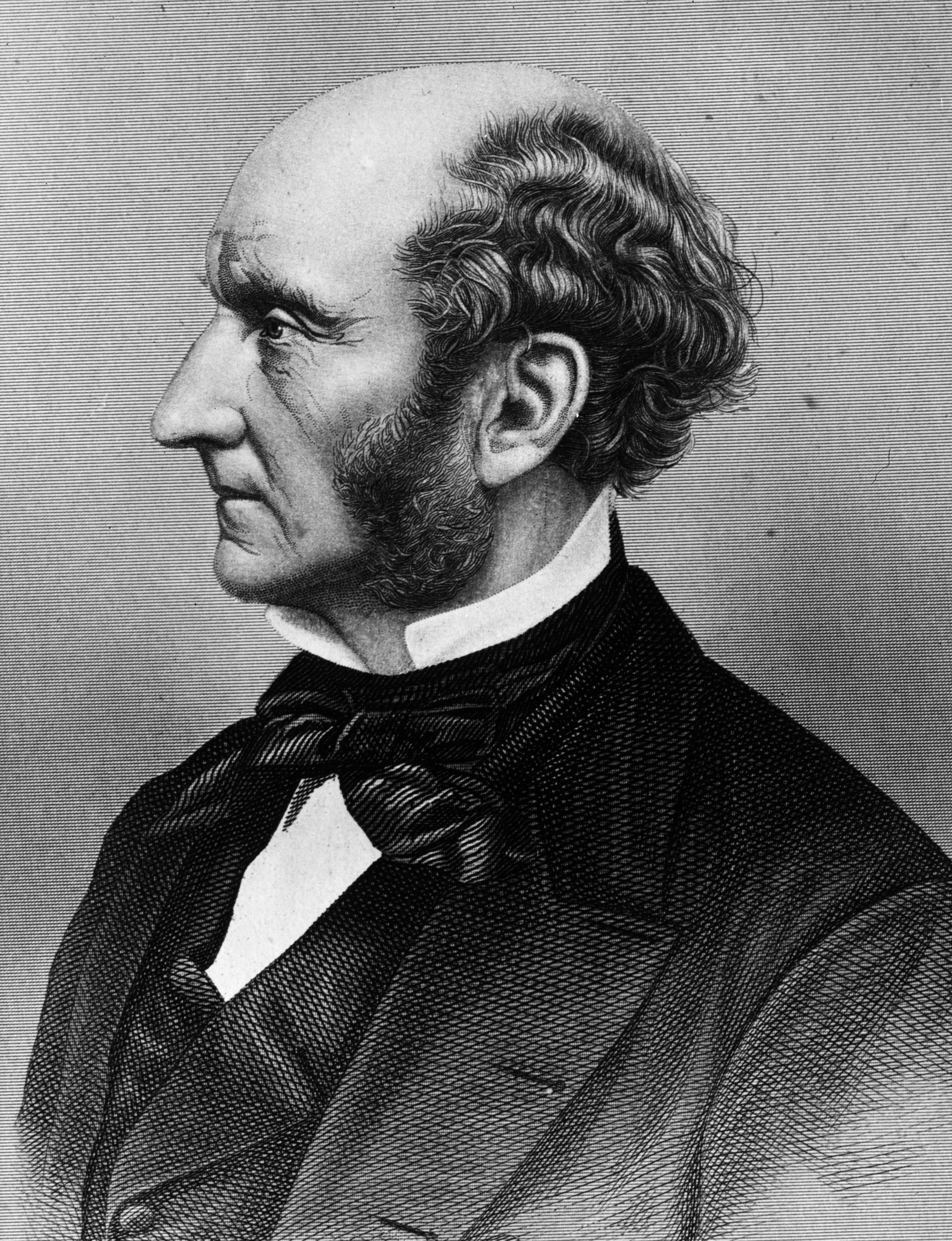
John Stuart Mill.

Het psychologisme is een stroming binnen de filosofie die stelt dat de psychologie een centrale rol speelt in het funderen of verklaren van andere, niet-psychologische feiten of wetten. De meest voorkomende varianten hiervan zijn het logisch psychologisme, epistemologisch psychologisme en het wiskundig psychologisme. Een bekende voorstander van het psychologisme was John Stuart Mill. Bekende critici zijn Gottlob Frege en Edmund Husserl.

## Inhoud
Het logisch psychologisme is de positie in de logica (of de filosofische logica) die stelt dat logische wetten gefundeerd zijn in, afgeleid zijn van of verklaard worden door psychologische feiten of wetten. In de filosofie van de wiskunde is het (wiskundig) psychologisme dan weer de stelling dat wiskundige wetten, concepten, begrippen en waarheden teruggeleid kunnen worden op psychologische gegevens. De bekendste vertegenwoordiger van het psychologisme is waarschijnlijk de Britse filosoof John Stuart Mill. Andere bekende psychologisten zijn Theodor Elsenhans, Benno Erdmann, Gerardus Heymans, Wilhelm Jerusalem, Gustave Le Bon, Theodor Lipps, Christoph Sigwart en Wilhelm Wundt. Het argument dat psychologisten aanhalen voor deze reductie is dat logica en wiskunde altijd terug te vinden zijn in de voorstellingen en gedachten van mensen, en dus in psychologische gegevens. Logische of wiskundige wetten tonen zich met andere woorden altijd in het denken en het denken is nu eenmaal het onderzoeksdomein van de psychologie. Dus de logica en wiskunde zijn deelgebieden van de psychologie.
Een aparte variant is het epistemologisch psychologisme: de stelling dat de menselijke kennisaanspraken onderzocht moeten worden in de psychologie. Deze positie is doorheen de geschiedenis van de filosofie regelmatig opgedoken, maar is binnen de hedendaagse filosofie vooral bekend onder de noemer van genaturaliseerde epistemologie (naturalized epistemology). Dit standpunt vindt haar oorsprong in een artikel van Willard Van Orman Quine, Epistemology Naturalized (1969). Hierin schrijft Quine:
"Epistemology [...] simply falls into place as a chapter of psychology and hence of natural science. It studies a natural phenomenon, viz., a physical human subject. This human subject is accorded a certain experimentally controlled input [...] and in the fullness of time the subject delivers as output a description of the three-dimensional external world and its history. The relation between the meager input and the torrential output is a relation that we are prompted to study for somewhat the same reasons that always prompted epistemology: namely, in order to see how evidence relates to theory, and in what ways one's theory of nature transcends any available evidence [...] But a conspicuous difference between old epistemology and the epistemological enterprise in this new psychological setting is that we can now make free use of empirical psychology."

## Kritiek

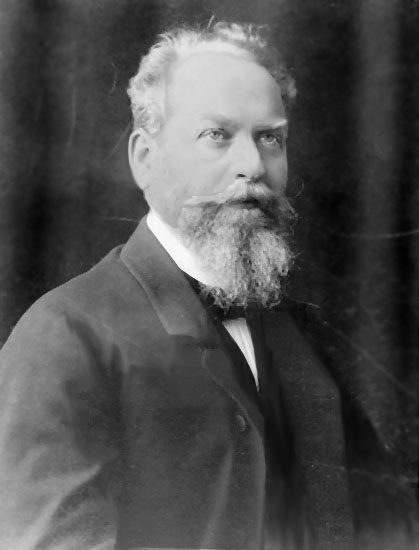
Edmund Husserl.

Vele filosofen en logici staan vandaag de dag sceptisch tegenover het psychologisme. Dit komt met name door de kritieken die op het psychologisme zijn uiteengezet door Gottlob Frege in onder andere zijn Grundlagen der Arithmetik  (1884) en Grundgesetze der Arithmetik (1893). Frege bekritiseerde ook het psychologisme in een recensie van Philosophie der Arithmetik (1891) van Edmund Husserl, waardoor Husserl het psychologisme achter zich liet. Husserl zette op zijn beurt zelf een uitgebreide kritiek uiteen in zijn werken, met name in het eerste deel van zijn Logische Untersuchungen (1900-1901), de Prolegomena zur reinen Logik. Hoewel Frege chronologisch voor Husserl kwam, was het voornamelijk dit werk van Husserl dat het psychologisme in diskrediet bracht. Verdere critici van het psychologisme waren ook Charles Sanders Peirce en Maurice Merleau-Ponty.
Het voornaamste argument, zoals Husserl het formuleert, tegen het psychologisme is dat het tot relativisme en scepticisme leidt die op hun beurt het psychologisme zelf ondergraven. Daarbij zien psychologisten het onderscheid over het hoofd tussen een individuele betekenisvoorstelling (persoon X denkt aan logische wet A) en datgene wat wordt voorgesteld (de logische wet A). Persoon X kan aan de logische wet A denken, maar ook persoon B, persoon C, enzovoort. De voorstellingen van deze individuele personen verwijzen allemaal naar dezelfde logische wet, die dan ook los van het denken staat.
Het psychologisme lijkt echter te suggereren dat logische wetten voortkomen uit inductieve veralgemeningen vanuit de menselijke, psychologische ervaringen. Ze zijn daarbij niet noodzakelijk, a priori geldig, maar bezitten een zeker contingent karakter: ze hadden evengoed anders kunnen zijn (als het menselijk brein anders was). Wat psychologisten hierbij niet inzien, is dat hun eigen positie evenzeer vertrekt vanuit bepaalde logische of wiskundige wetten, zowel in argumentatie als in de door hen gehanteerde wetenschappelijke methode. Als deze wetten echter contingent zijn, en dus niet hoeven te kloppen, is er geen enkele reden waarom het psychologisme zelf juist moet zijn. Op deze wijze komt men dus in een relativistische, want elkaar tegensprekende logische wetten zouden zo evenwaardig zijn, en sceptische positie terecht, want het is altijd mogelijk dat onze huidige logische wetten geheel fout zijn. 
Husserl breidt deze kritiek in zijn werk nog verder uit op wat hij het 'naturalisme' noemt: de stelling dat het bewustzijn en de intellectuele ideeën (zoals de wiskundige of logische wetten) slechts natuurlijke dingen zijn. Deze positie, die impliciet in de wetenschap en de psychologie wordt aangenomen, kan, door de bovenstaande bezwaren, dan ook nooit dienen als zuiver fundament voor de kennis. Husserl zelf betoogde dan ook dat het de door hem ontwikkelde methode van de fenomenologie moest zijn die een adequate grond kan bieden voor de filosofie, epistemologie en psychologie.